# Kannazuki no miko
 (janvier 2017).
Si vous disposez d'ouvrages ou d'articles de référence ou si vous connaissez des sites web de qualité traitant du thème abordé ici, merci de compléter l'article en donnant les références utiles à sa vérifiabilité et en les liant à la section « Notes et références ».
Kannazuki no Miko (神無月の巫女, littéralement Miko du mois sans déité, également Kannaduki no Miko ou en anglais Shrine Maidens of the Godless Month) est un manga écrit et dessiné par Kaishaku. Il a été prépublié dans le magazine Monthly Shōnen Ace entre 2004 et 2005 et a été compilé en un total de deux volumes.
L'un des aspects les plus uniques de cette série est le fait que les éléments fantastiques et mechas servent à faire progresser l'intrigue, bien que l'histoire soit principalement centrée sur l'évolution des relations entre les deux personnages principaux.
Une adaptation en série télévisée d'animation de douze épisodes a été diffusée entre octobre et décembre 2004. En France, l'anime est licencié par Dybex sous le titre Destiny Of Shrine Maiden.

## Intrigue
L'histoire du manga et de l'anime suit deux lycéennes, Himeko Kurusugawa et Chikane Himemiya (respectivement, les réincarnations des Miko du Soleil et de la Lune), pendant leur combat contre une ancienne force qui menace le monde, les Orochi. Cependant, l'anime est plutôt centré sur la romance entre Chikane et Himeko, les mechas et l'intrigue elle-même ne servant qu'à développer la relation entre les deux protagonistes.
La première partie de la série consiste en une présentation assez répétitive de personnages. Les Orochi tentent de tuer les deux prêtresses avec leurs mechas, la seule chose sauvant Himeko et Chikane étant la conversion et le ralliement à leur cause d'un Orochi, Ōgami Sōma, camarade de classe de Chikane, mais amoureux de Himeko.
Par contre, la dernière partie de la série montre Chikane s'enflammer, apparemment par un excès de jalousie, contre la « relation » de Sōma et Himeko, et elle semble se retourner contre Himeko. Beaucoup considèrent cet aspect de l'histoire très difficile à suivre, puisqu'aucune explication des motivations de Chikane ou de la nature du rôle de Prêtresse ne soit révélée avant la fin. De plus, rien de concluant n'est révélé au sujet de leur romance, après Orochi, jusqu'à la fin des crédits du dernier épisode, où il devient évident — mais révélé de la manière la plus symbolique qu'il soit — qu'elles sont finalement libres d'être ensemble. La version manga, plus longue, rentre plus dans les détails de leur relation, bien qu'il s'agisse d'un sujet moins central que dans l'anime.

## Thème
Cette série présente des thèmes yuris évidents, comme dans Yami to bōshi to hon no tabibito ou Maria-sama ga miteru, où les rôles sont créés d'après le couple archétype senpai/kōhai. Himeko est à première vue une fille insouciante, timide et maladroite, qui idolâtre la gracieuse et cultivée, Chikane, tandis que celle-ci est amoureuse de la gentillesse et de la spontanéité de Himeko. Ces thèmes sont exacerbés dans la version manga, où des évènements implicites de l'anime deviennent très explicites.
Kannazuki no Miko est considéré comme le successeur spirituel de Yami to bōshi to hon no tabibito, ne serait-ce que parce que Chikane et Himeko ressemblent respectivement presque exactement à Hazuki et Hatsumi. Les personnalités de ces deux personnages ressemblent en fait à celles de Yumi et Sachiko de Maria-sama ga miteru. Cependant, cette série s'aventure là où ses précédentes ne sont pas allées, et reste marquée comme la seule série possédant une conclusion heureuse pour un couple yuri (bien que la résolution finale intervienne après les crédits du dernier épisode, ce qui fait que la plupart des personnes ne la remarquent pas).

## Personnages

### Les deux mikos
Himeko Kurusugawa (来栖川 姫子, Kurusugawa Himeko)
Voix japonaise : Noriko Shitaya (en)
Himeko, Miko du Soleil, est une jeune fille de 16 ans très timide et innocente, et le personnage central de l'histoire. Elle connait Chikane depuis plusieurs années, bien qu'elle ne connaisse pas les sentiments de Chikane envers elle. Au début, Himeko possédait des sentiments pour Sōma et sortait avec lui, une relation qui a mis le cœur de Chikane en effervescence. Elle a commencé à considérer Chikane comme une amie « très » proche, bien que les deux ne se rencontrent presque qu'uniquement en secret.
Chikane Himemiya (姫宮 千歌音, Himemiya Chikane)
Voix japonaise : Ayako Kawasumi
Chikane, Miko de la Lune, est une fille dominante du même âge que Himeko, qui possède une aura noble et élégante, vivant dans un grand manoir avec de nombreuses servantes, et considérée comme l'une des plus huppées de l'école. Elle est dotée d'une étroite gentillesse qu'elle démontrera en permanence envers Himeko et se chargera personnellement de sa protection contre toutes formes d'attaques. Nombreux sont ceux à l'école croyant qu'elle a une relation avec Sōma. Elle est tombée amoureuse de Himeko depuis leur première rencontre, bien qu'elle ne le révèle que bien plus tard. Finalement, elle « se tourne vers le mal », vainquant tous les leaders Orochi, attaquant et agressant sexuellement Himeko dans une tentative pour la forcer à la haïr. À la fin de la série, il est fortement suggéré que leur romance peut finalement librement exister.

### Les huit cous des orochis
Il existe huit Orochi, possédant tous des mechas et des caractéristiques personnelles exagérées. Aucun de ceux s'opposant à Sōma, Chikane et Tsubasa n'est un personnage très important. Cependant, on apprendra qu'ils sont devenus des disciples Orochi après avoir énormément souffert dans leur vie, et s'être laissé gagner par le désespoir. Les sept Orochi malveillants correspondent à des archétypes, un sociopathe criminel, une brute stupide, une ancienne idole, un mangaka anti-social, une catgirl, et une nonne désenchantée. Ils ne coopèrent pas beaucoup entre eux, et n'organisent pas leurs attaques contre les deux miko, ce qui les conduit à leur défaite.
Tsubasa (ツバサ), Le Premier cou
Voix japonaise : Yasunori Matsumoto (en)
Considéré comme le leader et le plus puissant des Orochi, Tsubasa est un grand bishōnen aux cheveux verts, ainsi qu'un (présumé) criminel sociopathe avec un long casier judiciaire, commençant par un parricide. Tsubasa est également le grand frère biologique de Sōma, ayant laissé en charge le jeune enfant à la famille Ōgami quand il est parti. Quand tous les autres cous ont failli à vaincre son frère, Tsubasa s'est finalement révélé victorieux. Sōma se souvient peu de lui, et Tsubasa hésite à le blesser sérieusement lors de leur premier combat ; il s'intéresse plus à « convertir » totalement Sōma à la cause Orochi qu'à tuer les prêtresses.
Son mecha possède des structures déployables en forme d'aile, qu'il utilise pour voler, et attaque avec des épées  fixées sur ses bras. Il est le seul Orochi à se battre sérieusement contre Chikane après être devenue Orochi, mais la bataille s'est terminée sur une impasse que Tsubasa a finalement perdu. Cependant, il a réussi à détruire le mecha de Chikane et finit le combat en s'enfuyant. Il ne ressent pas le besoin de le terminer. Tsubasa a également attendu que Chikane ait vaincu tous les autres Orochi avant d'attaquer à son tour, ce qui est un autre signe de sa nature sociopathe.
Sister Miyako (ミヤコ), Le Second Cou
Voix japonaise : Ikue Ohtan
Une nonne aux cheveux violets qui est la première Orochi à apparaître et à attaquer, ayant perdu sa foi après avoir vécu une guerre terrible (sans doute en Amérique du Sud, si l'on en croit sa peau tannée, conforme au stéréotype courant dans les mangas). Bien qu'il n'y ait que peu de coopération entre les Orochi, elle semble être ce qui ressemble le plus à un commandant en second, et est la plus posée du lot. Son influence semble être ce qui a poussé Chikane vers la cause Orochi, bien que l'on apprenne plus tard que la Miko Lunaire est venue de son propre chef.
Son mecha ressemble vaguement à un démon de la foudre, étant sans bras mais avec une collection de tentacules et un grand cercle d'électrodes dans le dos qui tire des rayons mortels.
Girochi (ギロチ), Le Troisième Cou
Voix japonaise : Yasuyuki Kase (en)
Un des premiers Orochi à attaquer les mikos. C'est un homme imposant, avec de lourdes chaines accrochées à lui, qu'il utilise comme armes. Il est attiré par Himeko, et désire sortir avec elle (par contre la question se pose s'il est capable d'avoir une relation normale), ce qui alimente la jalousie protectrice de Chikane envers la Miko Solaire. Girochi serait le frère de Miyako.
Son mecha s'appelle Gangal, et il est caractérisé par un bras gauche proéminent — tellement grand que le corps entier du mecha peut rentrer à l'intérieur quand il utilise son bras comme arme (l'attaque « Megaton Knuckle »). Il est le premier à être pétrifié par Chikane.
Corona (コロナ, Korona), Le Quatrième Cou
Voix japonaise : Kana Ueda
Une pop idole désabusée, dont les chutes des ventes (68e, bien que Reiko la raille constamment avec « 69e! ») et le viol qu'elle a subi sont responsables de son ralliement aux Orochi. Elle est presque maniaque dans son comportement, essayant constamment d'impressionner les autres Orochi avec sa capacité à assurer le « spectacle », mais son apparence énergique cache son sombre passé.
Reiko Ōta (大田 レーコ, Ōta Reiko), Le Cinquième Cou
Voix japonaise : Mamiko Noto
Mangaka antisociale, Reiko continue son « boulot quotidien » tout en étant membre des Orochi, et vend même mieux depuis son arrivée, bien que ses mangas soient désormais basés sur des thèmes très sombres. Elle interagit à peine avec les autres Orochi et reste de marbre au combat, bien que son sang-froid soit plus le résultat du cynisme et de l'engourdissement que celui de Miyako.
Il convient de préciser que Himeko est fan de ses mangas, ce qui n'a d'ailleurs strictement aucune influence sur l'intrigue…
Nekoko (ネココ), Le Sixième Cou
Voix japonaise : Ai Nonaka (en)
Une petite catgirl à la voix haut-perchée (son nom est un jeu de mots : neko-ko, neko signifiant chat et -ko étant une terminaison courante de prénom féminin), qui est souvent vue dans une tenue d'infirmière, maniant une seringue géante. Apparemment elle correspond au stéréotype de la catgirl enjouée, mais l'on apprendra plus tard qu'elle a été le sujet et la victime d'horribles expériences médicales, qui l'on certainement poussée à devenir une disciple des Orochi.
Son mecha s'appelle Meow Meow. C'est une grosse boule mécanique muni de nombreux canons. Il est capable de détruire facilement des bâtiments. Elle est finalement pétrifiée par Chikane.
Sōma Ōgami (大神 ソウマ, Ōgami Sōma), Le Septième Cou
Voix japonaise : Junji Majima
Le seul Orochi qui a su résister à sa nature, Sōma est le protecteur solitaire de Himeko et de Chikane pendant une majeure partie de la série, et joue plus tard un rôle dans la chute des Orochi. Il a un statut social très élevé à son école, comparable à celui de Chikane, et la plupart des étudiants pensent qu'ils sortent ensemble, bien qu'en réalité ils ne se portent mutuellement aucun intérêt. Comme Chikane, il est amoureux de Himeko et il est incroyablement protecteur, combattant pour la protéger jusqu'à ce qu'il soit dépassé par la malédiction Orochi et mis hors d'état de nuire. Il semble jouer un rôle similaire dans le nouveau monde libéré des Orochi, après que tout le monde soit réincarné.
Chikane Himemiya (姫宮 千歌音, Himemiya Chikane)
Voix japonaise : Ayako Kawasumi
Chikane est le Huitième Cou quand elle rejoint les Orochi. Elle prend le contrôle du mecha de Sōma, le transformant en monstruosité démoniaque. Elle utilise ensuite le mecha pour oblitérer tous les autres Orochi, devenant ainsi la Miko des Orochi, englobant l'essence de tous les Orochi, ce qui force Himeko à prendre une décision très drastique.

### Personnages secondaires
Kazuki Ōgami (大神 カズキ, Ōgami Kazuki)
Voix japonaise : Moichi Saito
Le grand frère adoptif de Sōma et son tuteur légal, ainsi que prêtre du temple des Miko Solaire et Lunaire. Son devoir est de s'occuper et de maintenir le patrimoine des mikos, ainsi que de les préparer pour le combat. Calme et serein, il s'inquiète spécialement pour Sōma et de ce que son sang Orochi va lui faire. Il s'inquiète également à un certain point pour Himeko et Chikane et de ce que leur devoir va leur faire. Cependant, il y a certains indicateurs qui impliquent qu'il n'explique pas entièrement à tout le monde ce qui se passe.
Yukihito (ユキヒト)
Voix japonaise : Omi Minami
L'assistant du temple, son devoir est d'assister le prêtre et les mikos à préparer les armes qui vont vaincre les Orochi. Ce n'est pas clair s'il est un employé, une relation de la famille des Ōgami, ou un jeune prêtre en formation (cette dernière hypothèse semble peu probable, puisqu'il n'a jamais été vu portant les robes cléricales shinto). Il est également le meilleur ami et confident de Sōma, bien que cette dernière partie soit plus présente dans le manga que dans l'anime.
Otoha Kisaragi (如月 乙羽, Kisaragi Otoha)
Voix japonaise : Chinami Nishimura
Servante personnelle de Chikane, Otoha est loyale et dévouée à Chikane et lui voue des sentiments secrets. Quand Himeko vient vivre chez Chikane, Otoha remarque immédiatement le lien entre elles deux, et devient extrêmement jalouse et en colère contre Himeko qui lui a prise Chikane. À part jouer un rôle humoristique ainsi que certaines scènes importantes dans la série, c'est un personnage qui permet de clarifier comment Chikane réserve ses sentiments uniquement pour Himeko.
Makoto Saotome (早乙女 マコト, Saotome Makoto)
Voix japonaise : Ikue Ōtani
L'amie et colocataire de Himeko, « Mako-chan » est blessée dans les attaques initiales des Orochi, et en tient Himeko pour responsable. Elle est rarement vue jusqu'au moment crucial, où elle aide Himeko à prendre une décision finale concernant les évènements qui l'entoure.

## Liste des volumes
| no | Japonais          | Japonais      |
| no | Date de sortie    | ISBN          |
| -- | ----------------- | ------------- |
| 1  | 24 septembre 2004 | 4-04-713666-2 |
| 2  | 25 juin 2005      | 4-04-713731-6 |

## Liste des épisodes
| No | Titre français                   | Titre japonais | Titre japonais        | Date de 1re diffusion |
| No | Titre français                   | Kanji          | Rōmaji                | Date de 1re diffusion |
| -- | -------------------------------- | -------------- | --------------------- | --------------------- |
| 1  | Country of This World            | 常世の国       | Tokoyo no Kuni        | 2 octobre 2004        |
| 2  | Overlapping Sun and Moon         | 重なる日月     | Kasanaru Jitsugetsu   | 9 octobre 2004        |
| 3  | Secret Love Shell                | 秘恋貝         | Hirenkai              | 16 octobre 2004       |
| 4  | Direction of Affection           | 思い賜うや     | Omoi Tamauya          | 23 octobre 2004       |
| 5  | Over the Darkness of Night       | 夜闇を越えて   | Yoan o Koete          | 30 octobre 2004       |
| 6  | You who is the Sun               | 日溜まりの君   | Hidamari no Kimi      | 6 novembre 2004       |
| 7  | Falling Rain in the Hell of Love | 恋獄に降る雨   | Rengoku ni Furu Ame   | 13 novembre 2004      |
| 8  | Storm of Silver Moon             | 銀月の嵐       | Gingetsuei no Arashi  | 20 novembre 2004      |
| 9  | To Hell                          | 黄泉比良坂へ   | Yomi Hikazaka e       | 27 novembre 2004      |
| 10 | Invitation of Love and Death     | 愛と死の招待状 | Ai to Shi no Shōtaijō | 4 décembre 2004       |
| 11 | Dance of Blades                  | 剣の舞踏会     | Ken no Butōkai        | 11 décembre 2004      |
| 12 | Kannaduki no Miko                | 神無月の巫女   | Kannazuki no Miko     | 18 décembre 2004      |